# Ochicanthon dytiscoides
Ochicanthon dytiscoides är en skalbaggsart som beskrevs av Antoine Boucomont 1914. Ochicanthon dytiscoides ingår i släktet Ochicanthon och familjen bladhorningar. Inga underarter finns listade i Catalogue of Life.